# Gambusia
Gambusia är ett släkte levandefödande tandkarpar som omfattar ett stort antal arter, varav flera är vanliga som akvariefiskar. Namnet har sitt ursprung i det kubanska ordet gambusino, som bokstavligen betyder "ingenting". I överförd bemärkelse används ordet bland annat om lycksökare eller äventyrare som inte får tag på (eller upptäcker) något. Uttrycket "fiska för gambusino" betyder att fiska utan att få napp.

## Utbredning
De flesta arterna lever uteslutande i sötvatten, men vissa arter förekommer också i brackvatten eller saltvatten. De lever naturligt i strömmande vatten från södra USA i norr ned till Colombia i söder, och därtill även på Stora Antillerna och några andra västindiska öar. Flera av arterna, främst moskitfisk (Gambusia affinis) och östlig moskitfisk (Gambusia holbrooki) har dessutom med viss framgång inplanterats i Afrika, Asien, södra Europa och USA för att minska bestånden av stickmygga.

## Arter
Det finns 44 nominella arter beskrivna per den 15 februari 2012:
- Moskitfisk, Gambusia affinis (Baird & Girard, 1853)
- Gambusia alvarezi Hubbs & Springer, 1957
- Gambusia amistadensis Peden, 1973 (utdöd)
- Gambusia atrora Rosen & Bailey, 1963
- Gambusia aurata Miller & Minckley, 1970
- Gambusia baracoana Rivas, 1944
- Gambusia beebei Myers, 1935
- Gambusia bucheri Rivas, 1944
- Gambusia clarkhubbsi Garrett & Edwards, 2003
- Gambusia dominicensis Regan, 1913
- Gambusia echeagarayi (Álvarez, 1952)
- Gambusia eurystoma Miller, 1975
- Gambusia gaigei Hubbs, 1929
- Gambusia geiseri Hubbs & Hubbs, 1957
- Gambusia georgei Hubbs & Peden, 1969 (utdöd)
- Gambusia heterochir Hubbs, 1957
- Gambusia hispaniolae Fink, 1971
- Östlig moskitfisk, Gambusia holbrooki Girard, 1859
- Gambusia hurtadoi Hubbs & Springer, 1957
- Gambusia krumholzi Minckley, 1963
- Gambusia lemaitrei Fowler, 1950
- Gambusia longispinis Minckley, 1962
- Gambusia luma Rosen & Bailey, 1963
- Gambusia manni Hubbs, 1927
- Gambusia marshi Minckley & Craddock, 1962
- Gambusia melapleura (Gosse, 1851)
- Gambusia monticola'' Rivas, 1971
- Gambusia myersi Ahl, 1925
- Gambusia nicaraguensis Günther, 1866
- Gambusia nobilis (Baird & Girard, 1853)
- Gambusia panuco Hubbs, 1926
- Gambusia pseudopunctata Rivas, 1969
- Gambusia punctata Poey, 1854
- Gambusia puncticulata Poey, 1854
- Gambusia regani Hubbs, 1926
- Gambusia rhizophorae Rivas, 1969
- Gambusia senilis Girard, 1859
- Gambusia sexradiata Hubbs, 1936
- Gambusia speciosa Girard, 1859
- Gambusia vittata Hubbs, 1926
- Gambusia wrayi Regan, 1913
- Gambusia xanthosoma Greenfield, 1983
- Gambusia yucatana Regan, 1914
- Gambusia zarskei Meyer, Schories & Schartl, 2010